# Kirsten Sinding-Larsen
Kirsten Sinding-Larsen, född 4 augusti 1898 i Kristiania (nuvarande Oslo), död 1978 i Oslo, var en norsk arkitekt.
Kirsten Sinding-Larsen var dotter till överste Birger Fredrik Sinding-Larsen. Hon gick ut Bestum middelskole 1912 och studerade därefter mellan 1915 och 1917 vid Statens håndverks- og kunstindustriskole i Kristiania. Hon var anställd hos arkitekten Sigurd Lunde i Bergen 1919–1921 och hos arkitekterna Hakon Ahlberg, Sven Markelius, Tage William-Olsson, Gustaf Clason och Wolter Gahn 1923–1932. Från 1927 till 1929 läste hon som extra studerande vid Kungliga Tekniska högskolan i Stockholm. Från 1932 bedrev hon egen arkitektverksamhet i Oslo.
Hon engagerade sig först och främst i boendefrågor, både som arkitekt och debattör. På mitten av 1950-talet ritade hon Sunnaas sjukhus i Nesodden.